# Route 8 (Nouvelle-Écosse)
Pour les articles homonymes, voir Route 8.
La route 8 est une route provinciale de la Nouvelle-Écosse située dans les comtés d'Annapolis et de Queens. Cette route de 112 km (70 mi) est aussi connue sous le nom de route panoramique de Kejimkujik.

## Description du tracé

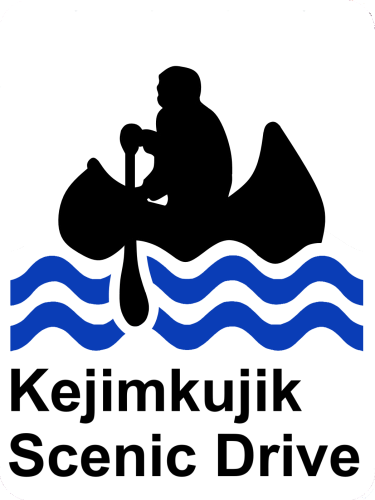
La route 8 est aussi connue comme la Kejimkujik Scenic Drive

La route 8 entame son trajet à Liverpool sur la rive est de la rivière Mersey. Elle suit cette dernière jusqu'à Milton. Elle quitte la rivière et passe dans des contrées forestières jusqu'à Caledonia. Elle dévie ensuite jusqu'à l'entrée du parc national de Kejimkujik et traverse la rivière Mersey à Maitland Bridge. Elle suit la rivière sur sa rive ouest jusqu'à sa source ainsi que plusieurs lacs jusqu'à Milford. La route continue ensuite vers Lequille et la ville d'Annapolis Royal, où elle prend fin.

## Intersections majeures
| Comté     | Ville                       | km     | Destinations                                                 | Notes                          |
| --------- | --------------------------- | ------ | ------------------------------------------------------------ | ------------------------------ |
| Queens    | Liverpool                   | 0,00   | Route 3 – Bristol, Port Mouton                               |                                |
| Queens    | Liverpool                   | 0,50   | Route 103 – Bridgewater, Halifax, Shelburne, Yarmouth        | Sortie 19 de la Route 103      |
| Queens    |                             | 21,40  | Route 210 est – Greenfield, Chelsea                          | Terminus ouest de la Route 210 |
| Queens    | Caledonia                   | 44,60  | Route 208 est – New Germany, Bridgewater                     | Terminus ouest de la Route 208 |
| Annapolis | Parc national de Kejimkujik | 66,00  | Kejimkijik Main Parkway                                      |                                |
| Annapolis | Maitland Bridge             | 67,10  | Traverse la rivière Mersey                                   | Traverse la rivière Mersey     |
| Annapolis |                             | 107,70 | Route 101 – Bridgetown, Halifax, Deep Brook, Digby, Yarmouth | Sortie 22 de la Route 101      |
| Annapolis | Annapolis Royal             | 112,40 | Route 201 est – Moschelle, Round Hill                        | Terminus ouest de la Route 201 |
| Annapolis | Annapolis Royal             | 112,90 | Route 1 – Digby, Bridgetown, Halifax                         |                                |
|           |                             |        |                                                              |                                |